# Джоване Элбер
Э́лбер Джова́не де Со́уза (порт.-браз. Élber Giovane de Souza; 23 июля 1972, Лондрина, штат Парана), более известный под именем Джоване Элбер (порт.-браз. Giovane Elber); иногда его имя ошибочно пишут как Джованни Элбер (порт.-браз. Giovanni Elber) — бразильский футболист, нападающий. Является вторым по количеству голов, забитых в чемпионате Германии среди иностранных футболистов — 133 мяча. Был известен тем, что первым в чемпионате Германии стал играть в бутсах белого цвета.

## Карьера

### Детство, юность
Джоване Элбер родился в бедной многодетной семье (у него было ещё 3 брата). При этом, он воспитывался в строгости, что помогло ему в его футбольной карьере. После школы Элбер, каждый день, до ночи играл в футбол. Элбер в детстве выделялся хулиганским поведением, например залез с братьями на базу «Лондрины», откуда убегал преследуемый полицией: «Я был заводилой среди дворовых ребят, от меня исходили самые невероятные идеи во время наших игр, поэтому, когда меня не хотели слушаться, приходилось прибегать к силе и… приходить домой с разбитым носом».

### «Милан», «Грассхопперс»
Джоване Элбер — воспитанник клуба «Лондрина», за которую он выступал с 15-ти лет. В 1990 году он был куплен итальянским «Миланом» за 1 млн евро. Однако в Италии Элбер практически не выступал и сыграл лишь один товарищеский матч. По словам Джоване, он хотел уехать оттуда уже через два месяца. Ему лишь помогал брат, который отправился в Европу вместе с ним. Элбер, позвонив маме сказал, что хотел вернуться домой. Но та жестко отругала юношу, заявив: «Нет. Ты всегда хотел быть футболистом, и ты оставил хорошую работу в банке. И теперь ты говоришь, что не можешь продолжать? Нет! Я не хочу, чтобы ты возвращался». Там же родилось его прозвище Джоване Элбер (итал. il giòvane Élber; в переводе с итальянского — «молодой Элбер»), которое ему дал один из партнёров по команде. Причиной того, что бразилец не играл, стало правило, разрешавшее выходить на поле только трём иностранным футболистам. А эти места почти всегда были заняты голландцами Райкардом, Руудом Гуллитом и ван Бастеном.
В 1991 году Элбер, на правах аренды, перешёл в швейцарский «Грассхоппер», где провёл 3 сезона. По мнению самого бразильца, в Швейцарии он вырос как футболист. В последнем из них он помог клубу выиграть Кубок Швейцарии, а также стал лучшим бомбардиром и лучшим иностранным игроком чемпионата Швейцарии.

### «Штутгарт»
В 1994 году Элбер перешёл в немецкий клуб «Штутгарт», заплативший за переход бразильца сумму в 1,6 млн евро. Там он составил знаменитую тройку нападения команды, вместе с Фреди Бобичем и Красимиром Балаковым, названную «Магическим треугольником». При этом Фреди помог Джоване и в нефутбольном плане, помогая ему обустроиться в новой для бразильца стране. Со «Штутгартом» Элбер победил в 1997 году в Кубке Германии, причём он забил оба гола в финале против «Энерги». После игры он сказал: «Это был настоящий оргазм!». В том же году он выразил желание покинуть «Штутгарт», которых не хотел отпускать бразильца, воспользовавшись пунктом в правилах, при котором клуб мог удерживать у себя игрока, вплоть до завершения контракта.
Это, конечно, неординарный человек, опережающий немецких форвардов своей техничностью. Мне было абсолютно всё равно, как я забивал голы, главное, чтобы они были в сетке. Элбер же создаёт произведения искусства. Он бьёт одинаково хорошо и слева, и справа, а также силён в ударах головой. Когда бразилец находит свою игру, то остановить его невозможно. Слабых сторон не нахожу». Герд Мюллер о Элбере.

### «Бавария»
В 1997 году Элбер перешёл в мюнхенскую «Бавария», искавшую замену Юргену Клинсманну. Сумма трансфера составила 13,5 млн марок (6,5 млн евро). Одной из главных причин перехода стала возможность того, что из «Баварии» Элбер сможет попасть в сборную Бразилии, в которой он хотел участвовать на чемпионате мира. 11 июля 1997 года в товарищеской игре с «Магдебургом» он забил свой первый мяч за «Баварию». Через 13 дней, 24 июля, он сыграл свой первый официальный матч за «Баварию» в 1/2 Кубка лиги, в котором его клуб победил «Боруссию» из Дортмунда со счётом 2:0, при этом первый мяч на 29-й минуте игры забил Элбер. В финале Кубка Лиги «Баварии» противостоял бывший клуб Элбера, «Штутгарт»; в этой игре мюнхенцы победили 2:0, второй мяч на счету Элбера, также в одном из моментов он попал в штангу. В своём первом чемпионате Германии в составе «Баварии» Элбер провёл 28 матчей и забил 11 голов, при этом 31 января в игре с «Гамбургом», он забил гол уже на 11-й секунде игры, ставший самым быстрым в истории немецкой Бундеслиги. При этом, Элберу пришлось некоторое время привыкать к игре «Баварии»: в «Штутгарте» Балаков и Бобич играли на него, а в мюнхенском клубе всё делалось на благо команды:
„Штутгарт“ и „Бавария“ — абсолютно разные, но мне удалось справиться с трудностями. Преодолел их только тогда, когда выкинул из головы счастливые дни, проведённые в „Штутгарте“. Там Балаков и Бобич нянчились со мной, в Мюнхене же приходится добиваться результата собственными силами. Я понял, что не „Бавария“ должна подстраиваться под меня, а я под неё. Приняв такое решение, стало легче дышать. Теперь я нахожу обстановку очень даже милой, её даже можно сравнить с той, которая была у меня в „Штутгарте“. Если бы ещё заполучить в партнёры Балакова — а нам такой классный диспетчер просто необходим, — тогда вообще будет всё отлично».
К тому же, он несколько раз был оштрафован за поведение на поле и вне его. Во втором своём сезоне в «Баварии» Элбер забил 13 голов и сделал 7 голевых передач в 21 игре, пропустив конец сезона из-за травмы левого колена, полученной в матче с «Гамбургом» в марте 1999 года. В том же году он, прямым ударом с углового, забил гол в ворота «Ганзы», который был признан лучшим голом сезона. В опросе на звание футболиста года в Германии Элбер занял 12-е место. После восстановления Элбер провёл несколько удачных матчей, но затем вновь получил травму, из-за которой пропустил около месяца. В середине сезона он заявил, что для него самое важное — победа в Лиге чемпионов. В том же сезоне «Бавария» дошла до финала этого турнира, где проиграла «Манчестер Юнайтед» со счётом 1:2. Сам бразилец финальную встречу пропустил из-за травмы. Через сезон мюнхенцы выиграли этот трофей, а также победили в чемпионате, Кубке Германии и победили в розыгрыше Межконтинентального кубка. Сам Элбер забил в немецком первенстве 15 голов, несмотря на травму левого колена, полученную в апреле 2001 года.
В сезоне 2001/02 Элбер забил 17 голов в чемпионате, при этом у Элбера в середине сезона случился «провал»: в серии игр он не забил ни одного гола. В том же сезоне он вошёл в список 4 игроков, которые в обоих матчах розыгрыша Лиги чемпионов, с одним и тем же клубом, делали по «дублю»: бразилец забивал по два мяча в обеих играх с московским «Спартаком». В том же году Элбер был оштрафован на 25 тыс. евро, за то, что остался с отцом, которому предстояла операция на сердце, вместо того, чтобы приехать на тренировку клуба. В сезоне 2002/2003 Элбер стал лучшим бомбардиром чемпионата Германии с 20-ю голами. Он вышел в лидеры бомбардирской гонки в октябре, после игр 8-го тура, и не упускал лидерство до конца сезона. В том же сезоне Элбер занял первое место по опросу журнала Kicker, определявшего лучшего полевого игрока немецкого первенства, набрав 23,8 % голосов. В следующем сезоне Элбер потерял место в основе команды, его вытеснил из основы голландец Рой Макаай.

### «Олимпик»
28 августа 2003 года Элбер подписал контракт на 2 года с французским клубом «Олимпик Лион» с ежегодной заработной платой в 2,4 млн евро. Сумма трансфера составила 4,2 млн евро. При этом, болельщики «Баварии» были против продажи бразильца. В своём первом сезоне в «Лионе» Элбер провёл 26 матчей и забил 10 голов, став чемпионом Франции. В августе следующего года Элбер получил тяжёлую травму — перелом голеностопа. Позже он обвинил клубных врачей, в том, что они сделали неудачную операцию и самовольно прооперировался в Мюнхене, а затем не приехал в «Лион», когда его вызвал президент клуба. Из-за лимита на легионеров, Элбер не был заявлен на чемпионат, и был вынужден искать себе новую команду.

### «Боруссия» М
В декабре 2004 года Элбер начал переговоры о своём переходе с мёнхенгладбахской «Боруссией», в которую перешёл в январе 2005 года. Однако за клуб он провёл лишь 4 матча, а также был вовлечён в конфликт с главным тренером команды, Хорстом Кёппелем, за что был оштрафован на 10 тыс. евро. 3 декабря 2005 года футболист и клуб, по обоюдному согласию, расторгли контракт. 29 декабря 2005 года Элбер подписал годичный договор с «Крузейро», где провёл сезон. 24 сентября 2006 года он провёл последний матч в карьере против «Форталезы». В октябре он, на специальной пресс-конференции, объявил, что завершает карьеру из-за постоянных болей в правом колене. За месяц до этого, 8 августа, он провёл прощальный матч за «Баварию» против клуба «Мюнхен 1860».

### Международная карьера
Элбер начал международную карьеру с молодёжной сборной Бразилии, с которой стал вице-чемпионом мира в 1991 году и чемпионом Южной Америки.
В составе первой сборной Элбер дебютировал 5 февраля 1998 года в игре с Гватемалой, в которой бразильцы сыграли вничью 1:1. Всего за сборную Элбер провёл 15 матчей (7 побед, 4 ничьи и 4 поражения) и забил 7 голов.
Накануне чемпионата мира 1998 года Элбер был одним из кандидатов на попадание в сборную: ожидалось его включение в заявку после того, как расположение сборной покинул Ромарио, однако Марио Загалло отказался брать игрока в сборную. В итоге во время чемпионата мира Элбер комментировал матчи своей сборной для телеканалов Германии.
Элбер не смог сыграть на чемпионате мира 2002 года, поскольку его в окончательный состав не включил Луис Фелипе Сколари, вынужденный отсеять ряд звёздных игроков из европейских чемпионатов.

### После карьеры игрока
9 сентября 2007 года Элбер был объявлен скаутом «Баварии», специализируясь на Южной Америке. В сентябре 2010 года он покинул свою должность. Однако бывший футболист продолжил работать на «Баварию», став послом клуба. Также Элбер имеет две фермы, где у него более 6 тыс. голов рогатого скота.
С декабря 2012 по июнь 2013 Джоване исполнял роль спортивного секретаря Лондрины
Некоторое время Элбер владел рестораном в Мюнхене «Giovane Elbers Do Brazil», но тот приносил только расходы и был закрыт

## Личная жизнь
Элбер женат. Супруга — Синтия, с которой он познакомился ещё в Лондрине. Жена по профессии является психологом и часто помогала мужу избавиться от депрессий, вызванных травмами. Пара имеет двоих детей.
Элбер в 1994 году в родном городе создал фонд помощи беспризорным детям Giovane Elber-Foundation. За эту деятельность он в 2005 году получил почётную премию Святого Мартина.
Во время выступления в Швейцарии, Элбер часто нарушал правила дорожного движения, за что надолго был лишён водительских прав.
В 1999 году Элбер снялся обнажённым для журнала BRAVO Sport с мячом вместо фигового листка.
Элбер очень любит цифру 9.
Также Элбер известен тем, что любит пошутить: однажды он, празднуя гол, облизал Эффенбергу ухо. Празднуя гол с Лизаразю он изобразил, что писает на ворота, также изображал танец живота, целовал угловой флажок и телекамеру. Однажды прошёл с чашей, вручаемой чемпиону Германии, на голове после матча, в котором «Бавария» оформила победу в чемпионате. Однажды получив жёлтую карточку за споры с судьёй, Элбер вышел после перерыва с заклеенным ртом.

## Достижения

### Командные
«Грассхоппер»
- Обладатель Кубка Швейцарии: 1993/94

«Штутгарт»
- Обладатель Кубка Германии: 1996/97

«Бавария»
- Чемпион Германии (4): 1998/99, 1999/00, 2000/01, 2002/03
- Обладатель Кубка Германии (3): 1997/98, 1999/00, 2002/03
- Обладатель Кубка немецкой лиги (4): 1997, 1998, 1999, 2000
- Победитель Лиги чемпионов: 2000/01
- Обладатель Межконтинентального кубка: 2001
- Финалист Лиги чемпионов: 1998/1999

«Лион»
- Чемпион Франции: 2003/04
- Обладатель Суперкубка Франции: 2004

«Крузейро»
- Чемпион штата Минас-Жерайс: 2006

### Личные
- Лучший бомбардир чемпионата Швейцарии: 1993/94
- Лучший иностранный футболист чемпионата Швейцарии: 1993/94
- Лучший бомбардир чемпионата Германии: 2002/03
- Входит в команду года Бундеслиги (3): 1996/97, 1998/99, 2002/03

## Статистика выступлений
| Клуб                     | Сезон            | Лига | Лига | Кубки | Кубки | Еврокубки / Кубки КОНМЕБОЛ | Еврокубки / Кубки КОНМЕБОЛ | Прочие | Прочие | Итого | Итого |
| Клуб                     | Сезон            | Игры | Голы | Игры  | Голы  | Игры                       | Голы                       | Игры   | Голы   | Игры  | Голы  |
| ------------------------ | ---------------- | ---- | ---- | ----- | ----- | -------------------------- | -------------------------- | ------ | ------ | ----- | ----- |
| Милан                    | 1990/91          | 0    | 0    | 0     | 0     | 0                          | 0                          | 0      | 0      | 0     | 0     |
| Милан                    | Итого            | 0    | 0    | 0     | 0     | 0                          | 0                          | 0      | 0      | 0     | 0     |
| Грассхоппер (аренда)     | 1991/92          | 21   | 9    | 3     | 4     | 0                          | 0                          | 0      | 0      | 24    | 13    |
| Грассхоппер (аренда)     | 1992/93          | 30   | 25   | 4     | 4     | 5                          | 2                          | 0      | 0      | 39    | 31    |
| Грассхоппер (аренда)     | 1993/94          | 27   | 21   | 3     | 5     | 0                          | 0                          | 0      | 0      | 30    | 26    |
| Грассхоппер (аренда)     | Итого            | 78   | 55   | 10    | 13    | 5                          | 2                          | 0      | 0      | 93    | 70    |
| Штутгарт                 | 1994/95          | 23   | 8    | 1     | 0     | 0                          | 0                          | 0      | 0      | 24    | 8     |
| Штутгарт                 | 1995/96          | 33   | 16   | 1     | 0     | 0                          | 0                          | 0      | 0      | 34    | 16    |
| Штутгарт                 | 1996/97          | 31   | 17   | 6     | 3     | 3                          | 3                          | 0      | 0      | 40    | 23    |
| Штутгарт                 | Итого            | 87   | 41   | 8     | 3     | 3                          | 3                          | 0      | 0      | 98    | 47    |
| Бавария                  | 1997/98          | 28   | 11   | 8     | 7     | 8                          | 3                          | 0      | 0      | 44    | 21    |
| Бавария                  | 1998/99          | 21   | 13   | 7     | 5     | 9                          | 3                          | 0      | 0      | 37    | 21    |
| Бавария                  | 1999/00          | 26   | 14   | 3     | 2     | 12                         | 3                          | 0      | 0      | 41    | 19    |
| Бавария                  | 2000/01          | 27   | 15   | 1     | 0     | 16                         | 6                          | 0      | 0      | 44    | 21    |
| Бавария                  | 2001/02          | 30   | 17   | 4     | 1     | 11                         | 6                          | 2      | 0      | 47    | 24    |
| Бавария                  | 2002/03          | 33   | 21   | 7     | 8     | 8                          | 2                          | 0      | 0      | 48    | 31    |
| Бавария                  | 2003/04          | 4    | 1    | 1     | 1     | 0                          | 0                          | 0      | 0      | 5     | 2     |
| Бавария                  | Итого            | 169  | 92   | 31    | 24    | 64                         | 23                         | 2      | 0      | 266   | 139   |
| Олимпик Лион             | 2003/04          | 27   | 10   | 3     | 2     | 9                          | 3                          | 0      | 0      | 39    | 15    |
| Олимпик Лион             | 2004/05          | 3    | 1    | 0     | 0     | 0                          | 0                          | 1      | 1      | 4     | 2     |
| Олимпик Лион             | Итого            | 30   | 11   | 3     | 2     | 9                          | 3                          | 1      | 1      | 43    | 17    |
| Боруссия (Мёнхенгладбах) | 2005/06          | 4    | 0    | 1     | 0     | 0                          | 0                          | 0      | 0      | 5     | 0     |
| Боруссия (Мёнхенгладбах) | Итого            | 4    | 0    | 1     | 0     | 0                          | 0                          | 0      | 0      | 5     | 0     |
| Крузейро                 | 2006             | 34   | 12   | 5     | 6     | 1                          | 0                          | 0      | 0      | 40    | 18    |
| Крузейро                 | Итого            | 34   | 12   | 5     | 6     | 1                          | 0                          | 0      | 0      | 40    | 18    |
| Всего за карьеру         | Всего за карьеру | 402  | 211  | 58    | 48    | 82                         | 31                         | 3      | 1      | 545   | 291   |